# Ford Sierra
Ford Sierra (projektnavn "Toni") var en stor mellemklassebil fra bilfabrikanten Ford. Modellen var i Tyskland efterfølger for Ford Taunus, og i England for Ford Cortina, som Ford of Europe indtil da havde markedsført på hvert sit marked. 
Ved præsentationen, som fandt sted på Paris Motor Show den 30. september 1982, sørgede det strømningsgunstige, afrundede design (cw-værdi: 0,34) og det af Uwe Bahnsen designede combi coupé-karrosseri (også kaldet "Aero-Heck") for at bilen fik stor opmærksomhed. Motorer og gearkasser lignede meget forgængerens, mens bagakslen med separate hjulophæng på skråled var ny. Ligesom sine forgængere var Sierra baghjulstrukket.
Mellem august 1982 og februar 1993 blev der i alt i Tyskland, Belgien, Storbritannien, Sydafrika, Venezuela, Argetina og New Zealand fremstillet 2.700.500 eksemplarer af Ford Sierra.

## Sierra '82 (1982−1986)
Ved introduktionen fandtes Sierra udelukkende som femdørs combi coupé. I december 1982 fulgte stationcarversionen Turnier (hhv. Traveller). Modellen fandtes med flere forskellige benzin- og dieselmotorer fra 1,3 til 2,3 liter og i fire forskellige udstyrsvarianter (Sierra, Sierra L, Sierra GL og Sierra Ghia). For at gøre plads til dieselmotoren, havde dieselversionen en pukkel på motorhjelmen.
Sierra blev valgt til Årets Bil i Danmark 1983.
På Geneve Motor Show introducerede Ford i marts 1983 den sportslige og udelukkende tredørs Sierra XR4i. Motoren i XR4i var på 2,8 liter og ydede 110 kW (150 hk).
I august 1983 blev modelprogrammet udvidet med en tredørs combi coupé, da efterspørgslen efter denne biltype på daværende tidspunkt var relativt stor. Sierra "Coupé" (som modellen uofficielt blev kaldt) fandtes dog kun med 1,6- og 2,0-liters benzinmotorerne samt 2,3-liters dieselmotoren i basisversionen L.
Som ny og tilmed billigste version kom Sierra Laser på markedet i april 1984 med samme motorprogram som Sierra L. Laser fandtes som tre- og femdørs combi coupé og stationcar. I oktober 1984 kom der en ny 1,6-litersmotor med Weber-registerkarburator med næsten samme effekt som forgængeren, men med lavere brændstofforbrug og lidt bedre acceleration.
I marts 1985 fik alle modeller (med undtagelse af Laser og diesel) de brede forlygter og den lukkede front, som hidtil havde været forbeholdt Ghia og XR4i. Samtidig blev Sierra RS Cosworth præsenteret på Geneve Motor Show. Ligeledes tilkom den ligeledes sportsligt udlagte Sierra 2,0 i S med indsprøjtningsmotor med 85 kW (115 hk). Dens undervogn kom fra XR4i, og den fandtes ligeledes som både tre- og femdørs. Samtidig udgik den skrabede basismodel, som blev afløst af den modificerede Sierra Laser.
I september 1985 kom en firehjulstrukket version kaldet Sierra XR4×4 på markedet, som overtog XR4i's rolle som modelprogrammets sportslige version. I modsætning til XR4i fandtes XR4×4 kun som femdørs, og fra starten af 1986 også som stationcar.
En yderligere nyhed i starten af 1986 var begyndelsen på Cosworth-modellens serieproduktion. Modellens 2,0-litersmotor havde 16 ventiler og turbolader, hvilket øgede effekten til 150 kW (204 hk). Produktionen var begrænset til ca. 6.000 eksemplarer, hvilket hurtigt gjorde modellen til et samlerobjekt.
I december 1986 afsluttede Ford produktionen af Sierra '82. Cosworth fortsatte derimod frem til slutningen af 1987.
- Bagfra
- Ford Sierra Turnier (1982–1986)
- Ford Sierra tredørs (1983–1986)
- Ford Sierra RS Cosworth (1986–1987)

## Sierra '87 (1987−1990)
I januar 1987 blev Sierra modificeret fortil og bagtil (med undtagelse af stationcar) i stil med den større Scorpio. Motorhjelmen gik nu ned i kofangeren, og ligeledes fik kabinen diverse modifikationer som f.eks. nye dørbeklædninger. Modelprogrammet blev udvidet med en klassisk sedan, og udstyrsvarianterne hed nu CL, GL, Ghia, S og XR4×4. Et elektronisk ABS-system kunne nu leveres som ekstraudstyr til samtlige versioner.
I februar 1988 kom der en ny Sierra RS Cosworth på basis af den faceliftede model, som i gadeversionen stadigvæk havde en firecylindret 2,0-liters 16V-turbomotor med 150 kW (204 hk) men i racerversionen ca. 300 hk.
Fra april 1988 steg salget med introduktionen af specialmodellen Finesse med fem gear som standardudstyr. Denne specialmodel kom senere til at danne basis for LX-udstyrsvarianten. Derudover afløste den nye 2,9i med 107 kW (145 hk) den forældede (såkaldte Ford Köln) 2,8 V6 fra XR4i og XR4×4. En ny turbodieselmotor på 1753 cm³ med 55 kW (75 hk) (type Endura-D) kunne fra oktober 1988 leveres i Storbritannien og andre mindre europæiske lande.
I midten af 1989 blev en helt nyudviklet 2,0 DOHC 8V-motor med 88 kW (120 hk) introduceret i både Sierra og Scorpio. Denne motor kunne leveres til udstyrsvarianterne LX, GL og Ghia. Ud over denne version med indsprøjtning og reguleret katalysator fandtes der også en version af samme motor med karburator og 80 kW (109 hk) (med ureguleret katalysator 77 kW (105 hk)), som dog kun kunne fås i visse eksportlande. 2,0-liters OHC-motoren blev i programmet og var betydeligt billigere. Med lambdaregulering og reguleret katalysator ydede den dog kun 74 kW (100 hk) i stedet for de hidtidige 85 kW (115 hk).
DOHC og V6 fik ligeledes den nye MT75-gearkasse med synkroniseret bakgear, som i forhold til forgængeren kan kendes på et andet skiftediagram (med bakgearet bagest til højre i stedet for forrest til venstre). De øvrige motorer beholdt den hidtidige gearkasse.
- Ford Sierra tredørs (1987–1990)
- Ford Sierra sedan (1987–1990)
- Ford Sierra Turnier (1987–1990)
- Ford Sierra RS Cosworth (1989)

## Sierra '90 (1990−1993)
I marts 1990 gennemgik Sierra et yderligere facelift, som kunne kendes på de hvide forblinklysglas, mørke baglygter og kølergrillen fra den britiske Sierra Sapphire. Alle benzinmotorer havde fra dette tidspunkt reguleret katalysator som standardudstyr. 1,8-liters turbodieselmotoren med 55 kW (75 hk) kunne nu også leveres i resten af Europa og havde oxidationskatalysator, hvorimod den gamle 2,3-liters sugedieselmotor nu kun kunne leveres i stationcarversionen i visse lande. Udstyrsvarianterne blev igen ændret og hed nu CL, LX/CLX/Saphir, GL/Brillant, Ghia, GT, XR4i (ikke at forveksle med forgængeren fra 1983) og Cosworth (nu med firehjulstræk).
Efter industriferien fulgte i september 1991 det sidste lille facelift med bl.a. nye kofangere og et modificeret instrumentbræt med kontakter fra Escort og Scorpio.
Fra modelår 1992 blev 2,0 DOHC-motoren neddroslet til 85 kW (115 hk) som følge af de daværende tyske bilforsikringsklasser. Effektreduktionen blev opnået ved hjælp af en begrænser i luftindsugningen. En ombygning for at komme tilbage på de hidtidige 88 kW (120 hk) kunne ved demontering gøres meget let. Denne motor fandtes også til XR4i.
I februar 1993 forlod den sidste Sierra samlebåndet. Herefter blev modellen afløst af den forhjulstrukne Mondeo.
- Ford Sierra femdørs (1990–1993)
- Bagfra
- Ford Sierra sedan (1990–1993)
- Ford Sierra Turnier (1990–1993)
- Kabinen i Sierra CLX

## Sierra XR4i

### Første serie (1983−1985)
Sierra XR4i blev præsenteret på Geneve Motor Show i marts 1983.
Den på standardmodellen baserede sportscoupé var udstyret med den såkaldte Köln V6-stålmotor med Bosch K-Jetronic på 2792 cm³ med en effekt på 110 kW (150 hk). Den samme motor ydede i Ford Capri 118 kW (160 hk) ved hjælp af et andet udstødningssystem. Bilens topfart var 210 km/t og bilen accelererede fra 0 til 100 km/t på 8,4 sekunder. Nogle tunere i Tyskland sælger turbokits til XR4i, som øger effekten til 155 kW (211 hk).
Den første Sierra XR4i skulle afløse Capri som sportscoupé. Dette lykkedes dog ikke for Ford, da XR4i ikke var en selvstændig sportsmodel og konkurrencen i mellemklassen blev uforholdsmæssigt stor. Modellens direkte konkurrenter var BMW 323i, Mercedes-Benz 190 E 2,3 og Audi 80 quattro.
Dog blev XR4i allerede i sit introduktionsår homologeret i motorsport som XR4Ti.
Udefra adskilte XR4i sig fra de almindelige Sierra-modeller gennem grå infarvede lister, kunststofplanker fra A- til C-søjlen, 5½×14"-alufælge med 195/60-dæk og en dobbelt hækspoiler (fra prototypen Probe 3), men fulgte de tidlige 1980'eres stilistiske trend. Røde fartstriber hele vejen rundt understregede Sierra XR4i's sportslige look. Modellen havde ligeledes rødt cockpit, røde dør- og sidebeklædninger samt rød gearknop til femtrinsgearkassen. Hvor forhjulene var udstyret med indvendigt ventilerede skivebremser, havde baghjulene større tromlebremser hvorved bagakslen kunne overbremses, især på fugtigt underlag.
Mellem marts 1983 og september 1985 blev der bygget ca. 29.400 eksemplarer af Sierra XR4i, indtil XR4×4 med permanent firehjulstræk frem til efteråret 1986 overtog modellens position.

### Anden serie (1990−1993)
En efterfølger (ligeledes med modelbetegnelsen XR4i) kom på markedet i foråret 1990 og var i modsætning til forgængeren med samme betegnelse en optisk afdæmpet og nedudstyret Ghia. Denne XR4i var udstyret med elopvarmet forrude, el-ruder, komfortabelt interiør, tågeforlygter, hækspoiler, kofangere i bilens farve samt forlygter med dobbelt fjernlys.
Motoren var den firecylindrede 2,0 DOHC-motor med først 88 kW (120 hk) og senere 85 kW (115 hk). Motoren muliggjorde en acceleration fra 0 til 100 km/t på 10,0 sekunder og en tophastighed på 190 km/t.
I september 1991 kom en på XR4i baseret specialmodel med betegnelsen GT med udstyr fra CLX/Saphir på markedet. Denne model fandtes i alle karrosseriversionerne og havde nyt udstyr som f.eks. integrerede nakkestøtter på bagsædet, 14" alufælge, velourindtræk og en modificeret hækspoiler. Derudover havde Sierra GT et nyt emblem på bagklappen.
XR4i såvel som GT udgik ligesom de andre Sierra-modeller af produktion i februar 1993.

## P100 (1987−1992)
Allerede på basis af den engelske søstermodel til forgængeren Taunus, Ford Cortina, blev der på basis af den tredørs combi coupé i Sydafrika fremstillet en todørs pickup med navnet P100. Denne blev også eksporteret til enkelte europæiske lande.
Efter at Ford i 1987 havde trukket sig fra Sydafrika, udviklede man en ny pickupmodel på basis af Sierra '87. Her blev der benyttet dele fra både Sierra og Transit. Ved en tilladt totalvægt på 2440 kg havde modellen en lasteevne på ca. et ton og en lastfladelængde på 2130 mm.
P100 var udstyret med OHC-motoren på 1993 cm³ i en version med lavere kompressionsforhold og dermed kun 57 kW (78 hk), men kunne dog også leveres med 1753 cm³-turbodieselmotoren med 55 kW (75 hk). Sideløbende med Sierra gennemgik P100 modifikationerne i starten af 1990 og slutningen af 1991.
P100 blev fremstillet i Portugal mellem oktober 1987 og december 1992.
- Ford P100 (1990–1992)
- Bagfra

## Succes i motorsport
Sierra fik stor opmærksomhed på grund af modellerne XR4Ti, 4×4 og RS Cosworth's talrige rallysejre (DTM, ETCC, WTCC og BTCC). Højdepunkter var i 1987 start-mål-sejren ved 24-timers løbet på Nürburgring og i 1988 DTM-sejren med RS 500 til Klaus Ludwig.

## Modeludvikling
Officiel betegnelse fra Ford for de enkelte modelserier:
Sierra '82
- Produktion: August 1982 − december 1986
- Præsentation i september 1982 som femdørs combi coupé ("Aero-Heck") og i december som stationcar ("Turnier"). Tredørsversionen fulgte i august 1983.
- Sports- og firehjulstrukne versioner samt udstyrsvarianten "Ghia" med lukket kølerblænde og brede forlygter (fra marts 1985 alle versioner)
- Racerbilsversion Cosworth i gadeversion med 150 kW (204 hk) fra januar 1986.

Sierra '87
- Produktion: Januar 1987 − februar 1990
- Ny front og bagende (undtagen stationcar)
- Modificeret interiør med bl.a. nye dørbeklædninger
- Også som sedan

Sierra '90
- Produktion: Marts 1990 − februar 1993
- Hvide blinklys fortil og sorte baglygter
- Kølergrill fra den britiske Sierra Sapphire
- Igen let modificeret kabine

## Sikkerhed
Det svenske forsikringsselskab Folksam vurderer flere forskellige bilmodeller ud fra oplysninger fra virkelige ulykker, hvorved risikoen for død eller invaliditet i tilfælde af en ulykke måles. I rapporterne Hur säker är bilen? er/var Ford Sierra klassificeret som følger:
- 1999: Mindst 20% bedre end middelbilen[4]
- 2001: Mindst 20% bedre end middelbilen[5]
- 2005: Mindst 15% bedre end middelbilen[6]
- 2007: Dårligere end middelbilen[7]
- 2009: Dårligere end middelbilen[8]
- 2011: Som middelbilen[9]
- 2013: Mindst 20% dårligere end middelbilen[10]
- 2015: Mindst 40% dårligere end middelbilen[11]

## Motorer
| Version       | Cylindre      | Slagvolumen (cm³) | Boring × slaglængde (mm) | Fødesystem    | Katalysator      | Kompressions- forhold | Maks. effekt kW (hk) ved omdr./min. | Maks. drejnings- moment Nm ved omdr./min. | Topfart (km/t)1 | Acceleration 0–100 km/t (sek.)1 |
| Benzinmotorer | Benzinmotorer | Benzinmotorer     | Benzinmotorer            | Benzinmotorer | Benzinmotorer    | Benzinmotorer         | Benzinmotorer                       | Benzinmotorer                             | Benzinmotorer   | Benzinmotorer                   |
| ------------- | ------------- | ----------------- | ------------------------ | ------------- | ---------------- | --------------------- | ----------------------------------- | ----------------------------------------- | --------------- | ------------------------------- |
| 1.3           | R4            | 1294              | 79,02 × 66,00            | Karburator    | Ingen            | 9,0:1                 | 44 (60)/5700                        | 98/3100                                   | 152             | 16,7                            |
| 1.6           | R4            | 1598              | 81,30 × 76,95            | Karburator    | Ingen            | 9,5:1                 | 55 (75)/4900                        | 123/2900                                  | 165             | 14,2                            |
| 1.6           | R4            | 1598              | 81,30 × 76,95            | Karburator    | Ureguleret       | 9,5:1                 | 53 (72)/4900                        | 119/2900                                  | 164             | 14,9                            |
| 1.6           | R4            | 1598              | 79,96 × 79,52            | Monopoint     | Reguleret        | 9,0:1                 | 59 (80)/5500                        | 121/3500                                  | 167             | 14,1                            |
| 1.8           | R4            | 1796              | 86,20 × 76,95            | Karburator    | Ingen            | 9,5:1                 | 66 (90)/5400                        | 140/3500                                  | 178             | 11,9                            |
| 1.8           | R4            | 1769              | 80,00 × 88,00            | Karburator    | Ingen            | 9,3:1                 | 66 (90)/5250                        | 147/3000                                  | 172             | 11,9                            |
| 1.8           | R4            | 1769              | 80,00 × 88,00            | Karburator    | Ureguleret       | 9,3:1                 | 64 (87)/5250                        | 145/3000                                  | 170             | 12,4                            |
| 1.8           | R4            | 1769              | 80,00 × 88,00            | Monopoint     | Reguleret        | 9,3:1                 | 64 (87)/5250                        | 145/3000                                  | 170             | 12,4                            |
| 2.0 OHC       | R4            | 1993              | 90,82 × 86,95            | Karburator    | Ingen            | 9,2:1                 | 77 (105)/5200                       | 157/4000                                  | 185             | 10,4                            |
| 2.0 OHC       | R4            | 1993              | 90,82 × 86,95            | Multipoint    | Ingen            | 9,2:1                 | 85 (115)/5500                       | 160/4000                                  | 190             |                                 |
| 2.0 OHC       | R4            | 1993              | 90,82 × 86,95            | Multipoint    | Reguleret        | 8,5:1                 | 74 (101)/5100                       | 148/4000                                  | 181             | 11,2                            |
| 2.0 DOHC      | R4            | 1998              | 86,00 × 86,00            | Karburator    | Ingen            | 10,3:1                | 80 (109)/5600                       | 174/3000                                  | 186             | 10,5                            |
| 2.0 DOHC      | R4            | 1998              | 86,00 × 86,00            | Karburator    | Ureguleret       | 10,3:1                | 77 (105)/5500                       | 170/3000                                  | 183             | 10,8                            |
| 2.0 DOHC      | R4            | 1998              | 86,00 × 86,00            | Multipoint    | Ingen            | 10,3:1                | 92 (125)/5600                       | 174/2500                                  | 195             | 9,7                             |
| 2.0 DOHC      | R4            | 1998              | 86,00 × 86,00            | Multipoint    | Reguleret        | 10,3:1                | 88 (120)/5500                       | 171/2500                                  | 190             | 10,0                            |
| 2.0 V6        | V6            | 1999              | 84,00 × 60,10            | Karburator    | Ingen            | 9,0:1                 | 66 (90)/5000                        | 150/3000                                  | 176             | 12,5                            |
| 2.3 V6        | V6            | 2294              | 90,00 × 60,10            | Karburator    | Ingen            | 9,0:1                 | 84 (114)/5300                       | 173/3000                                  | 190             | 11,0                            |
| 2.8 V6        | V6            | 2792              | 93,00 × 68,50            | Multipoint    | Ingen            | 9,2:1                 | 110 (150)/5700                      | 216/3800                                  | 210             | 8,4                             |
| 2.9 V6        | V6            | 2935              | 93,00 × 72,00            | Multipoint    | Reguleret        | 9,5:1                 | 107 (145)/5500                      | 229/3000                                  | 206             | 8,6                             |
| 2.0 Cosworth  | R4            | 1993              | 90,82 × 86,95            | Multipoint    | Ingen            | 8,0:1                 | 150 (204)/6000                      | 277/4500                                  | 230             | 6,8                             |
| 2.0 Cosworth  | R4            | 1993              | 90,82 × 86,95            | Multipoint    | Reguleret        | 8,0:1                 | 162 (220)/6000                      | 290/3500                                  | 240             | 6,9                             |
| Dieselmotorer |               |                   |                          |               |                  |                       |                                     |                                           |                 |                                 |
| 1.8 TD        | R4            | 1753              | 82,50 × 82,00            | Hvirvelkammer | Ingen/Oxidations | 21,5:1                | 55 (75)/4500                        | 152/2200                                  | 160             | 16,4                            |
| 2.3 D         | R4            | 2304              | 94,00 × 83,00            | Hvirvelkammer | Ingen            | 22,2:1                | 50 (68)/4200                        | 139/2000                                  | 155             | 19,1                            |

## Sierra i andre lande
I Sydafrika kunne Sierra også købes med en 5,0-liters V8-motor under navnet Sierra XR8. Denne motor kom fra Ford Mustang og ydede 150 kW (204 hk) ved 4800 omdr./min., og drejningsmomentet lå på 330 Nm ved 3400 omdr./min. Der blev kun bygget 250 eksemplarer af Sierra XR8, og kun i år 1984. Der fandtes også en XR6 med 3,0-liters "Essex"-motor, som også fandtes i den mindre sportslige komfortorienterede version 3,0 GLX samt den billigere 3,0 LX.
Allerede ved introduktionen i september 1982 var det europæiske Ford-modelprogram ensartet, men for det britiske marked var der undtagelser: Allerede efter det første facelift i januar 1987 udgik tredørsmodellen af programmet. Sedanen blev solgt som Sierra Sapphire og havde allerede den kølergrill, som andre markeder først fik ved det næste facelift i marts 1990. Efter dette facelift matchede Sapphire igen de tyske modeller, dog beholdt combi coupé og stationcar den gamle front.
I USA og Canada blev mellem sommeren 1984 og slutningen af 1989 den udelukkende tredørs Merkur XR4Ti solgt gennem Lincoln-Mercury forhandlernettet, ligesom man tidligere havde gjort med Capri. Merkur XR4Ti blev bygget hos Karmann i Rheine, Tyskland. Motoren var en firecylindret 2,3-liters turbomotor med 208 hk og femtrins manuel gearkasse eller 170 hk og tretrins automatgear. Motoren blev i USA ligeledes brugt i Mustang og Thunderbird.
Ligeledes fandtes der mellem maj 1987 og sommeren 1990 en Merkur Scorpio med en version af 2,9-liters V6-motoren med 108 kW (147 hk), som ikke blev nogen succes i USA.
Der blev i alt solgt 64.238 Merkur'er i Nordamerika, hvoraf ca. 90% var XR4Ti.